# Fangfrage
Eine Fangfrage ist die Sonderform einer rhetorischen Frage, eine mehr oder weniger geistreich, aber auch verfänglich gestellte Frage an eine Person, die eine den Tatsachen entsprechende Antwort geben soll. Allerdings erfordert diese Erwiderung, erhebliche reale äußere oder innere logische Widersprüche zu überwinden. Diese Schwierigkeiten können z. B. auf erheblich widersprüchliche Voraussetzungen in der gestellten Frage zurückgehen. Die Auflösung und Überwindung dieser Widersprüche erfordert einen starken emotionalen Einsatz der Gesprächspartner. Innere Quelle zur Überwindung widersprüchlicher Situationen ist der (z. B. auf Charakterstärke aufbauende) Humor.
Die Fangfrage ist demnach so gestellt, dass ein unaufmerksamer Antworter sie falsch beantwortet oder sich selbst widerspricht.
Diese Wirkung wird erreicht, indem die Frage Antwortmöglichkeiten vorgibt oder impliziert, von denen keine zutrifft. Der Fragesteller kann eine solche Frage benutzen, um den Beantwortenden zu einer falschen Aussage zu verleiten (Schlagen Sie eigentlich immer noch Ihre Frau? – richtige Antwort (falls sie zutrifft): Ich habe meine Frau noch nie geschlagen., oder: Ihre Frage beruht auf falschen Prämissen.) oder sein fehlendes Wissen aufzudecken.
Das Problem bei der Antwort sind durch die Sprache implizierte Dualismen. Eine fixe, generelle Antwort bietet die deutsche Sprache offenbar nicht, da man affektiv wohl eher zwischen den binären, implizierten Antwortmöglichkeiten zu wählen oder zu raten versucht; binär, da die eine Antwortmöglichkeit scheinbar die andere ausschließt. Derartige Fangfragen sind auch häufig als Koans vorzufinden. In Zenkreisen (sowie daraufhin auch im Hackerjargon) hat sich jedoch eine geschickte Antwortmöglichkeit eingebürgert: Mu (bei „ja oder nein?“ bedeutet dies etwa „weder ja, noch nein“ oder „sowohl ja als auch nein“). So wird die Aufmerksamkeit des Befragten nicht gehindert, da er keinen sprachlich passenden Antwortsatz formulieren muss. Der Fragende hat schlicht seine Frage zu korrigieren.
Linguistisch gesehen handelt es sich bei der Fangfrage häufig um einen gezielten Einsatz von Präsuppositionen.